# Rafael Viotti
Rafael Armando Viotti (Buenos Aires, 15 febbraio 1988) è un calciatore argentino, attaccante svincolato.